# CR新世紀エヴァンゲリオン 〜奇跡の価値は〜
『CR新世紀エヴァンゲリオン 〜奇跡の価値は〜』（シーアールしんせいき - きせきのかちは）とは、フィールズおよびビスティより2007年2月に発売されたデジパチタイプのパチンコ。『CR新世紀エヴァンゲリオン・セカンドインパクト』の後継機にあたる。本作の続編として、2008年1月21日より『CR新世紀エヴァンゲリオン 〜使徒、再び〜』が登場した。

## 機種概要
暴走モード等の搭載により、人気を博した『CR新世紀エヴァンゲリオン』『CR新世紀エヴァンゲリオン・セカンドインパクト』と続くシリーズ第3弾。サブタイトルの「〜奇跡の価値は〜」は原作第拾二話のサブタイトルに由来する。基本的な演出は前作・前々作を踏襲しているが、映像容量が増強され、前作以上にクオリティー面が強化されている。また、ストーリー系リーチは原作には無いオリジナルストーリーが新たに採用されている。また、本作のメインテーマが「シリーズ最終章」と宣伝されていたが、これは前々作の『CR新世紀エヴァンゲリオン』から今作までが一つの章であることが「使徒、再び」のプロモーションビデオ等で説明されている。なお、「シリーズ最終章」のキャッチフレーズはパチンコシリーズそのものが終わってしまうという誤解をしてしまうユーザーも少なくはなかった。
本作から渚カヲルがごく一部を除いて確変大当たり確定となる、完全なプレミアムキャラとなった。また、前作までは音声がTVアニメ版からの流用だったため台詞自体が少なかったが、本作から新規に収録されるようになり、台詞が大幅に増加した（加持は変化無し）。

### 役モノ
盤面にはシリーズ恒例となる「初号機役モノ」の他、本作のみにある「零号機役モノ」や「弐号機役モノ」が配置されている。
初号機役モノ初号機役モノは、盤面右側、液晶ディスプレイの右隣に配置されている。作動時は咆哮をあげながら開口する。
弐号機役モノ弐号機役モノは、盤面右上に配置されている。初号機役モノと同様、作動時は効果音と共に開口する。
零号機役モノ零号機役モノは、盤面右下に配置されており、他の二体の役モノと比べると少々目立たない位置に配置されている。作動時は咆哮をあげながら正面を向く。なお、色は黄色。
サブ液晶液晶ディスプレイの左上に、横長の小さなディスプレイが付いている。ここにはリーチ名、滞在中のモード、ミッションモードのタイマーなどが表示される。大当たり中は曲名が表示される。

### 大当たり時の曲
本作には大当たり時のBGMとして、前作で使用された「残酷な天使のテーゼ」「魂のルフラン」の他、「Fly Me to the Moon」「心よ原始に戻れ」の計4曲が用意されている。どの曲が流れるかは、以下の条件によって決定する。
- 時短中及びアスカ覚醒モード中の大当たり ⇒ 心よ原始に戻れ
- 暴走モード碇ユイVer.中の大当たり ⇒ Fly Me to the Moon
- 上記以外の確変図柄揃いでの大当たり ⇒ 魂のルフラン
- 上記以外の通常図柄揃いでの大当たり ⇒ 残酷な天使のテーゼ

本作は「魂のルフラン」の条件に連荘回数は含まれていない。また、確変図柄揃いでの大当たりで「残酷な天使のテーゼ」が流れないのは、後にも先にも本作のみである。

## 図柄キャラクター
キャラクターに関する詳細は新世紀エヴァンゲリオンの登場人物を、使徒に関しては使徒 (新世紀エヴァンゲリオン)を、エヴァンゲリオンに関してはエヴァンゲリオン (架空の兵器)をそれぞれ参照のこと。

### 基本図柄
キャラクターは前作、前々作と同様だが、デザインが一新された。縦スクロール5ライン型のリール配列用図柄である。
- 確変図柄
  - 1. 葛城ミサト
  - 3. 綾波レイ
  - 5. 惣流・アスカ・ラングレー
  - 7. 碇シンジ
  - 9. 碇ゲンドウ
- チャンス図柄
  - 2. 加持リョウジ
  - 4. 冬月コウゾウ
  - 6. 渚カヲル
  - 8. 赤木リツコ

### 暴走モード中の図柄
4図柄が前々作の「第7使徒イスラフェル」に戻された他、デザインが一新された。縦スクロール1ライン型のリール配列用図柄で、基本図柄よりも縦長である。
- 確変図柄
  - 1. エヴァンゲリオン零号機
  - 3. エヴァンゲリオン初号機
  - 5. エヴァンゲリオン弐号機
- チャンス図柄
  - 2. 第3使徒サキエル
  - 4. 第7使徒イスラフェル
  - 6. 第14使徒ゼルエル

### 暴走モード碇ユイVer.中の図柄
キャラクターのデザインは基本的には前作の覚醒モード中の図柄を流用したものであるが、3図柄が「碇ユイ」に変更されている。
また、3図柄のみ他の確変図柄と背景の色が異なっている。
- 確変図柄
  - 1. 綾波レイ
  - 3. 碇ユイ
  - 5. 惣流・アスカ・ラングレー
  - 6. 葛城ミサト
- チャンス図柄
  - 2. 伊吹マヤ
  - 4. 赤木リツコ

### アスカ覚醒モード中の図柄
全てアスカに関係するものである。
- 確変図柄
  - 1. 惣流・アスカ・ラングレー（幼少期）
  - 3. 惣流・アスカ・ラングレー（プラグスーツ）
  - 5. エヴァンゲリオン弐号機
  - 6. 惣流・アスカ・ラングレー（ワンピース）
- チャンス図柄
  - 2. 第6使徒ガギエル
  - 4. 第8使徒サンダルフォン

## 突然確変演出
本作の突然確変は、シリーズおなじみとなった「暴走モード」の他、「暴走モード碇ユイVer.」、「アスカ覚醒モード」の三種類がある。

### 暴走モード
前作同様の「チャンス目」による突入するパターンとシンクロリーチを経由して突入するパターンとがある。
また、前作同様、暴走と見せかけて出玉の得られる確変大当たりに突入する暴走モードプレミアムという演出も存在する。

#### 突入演出
- チャンス目経由
  - 1-A. 「1・3・5」の図柄が並ぶと、図柄が上下に揺れた状態となり、しばらく揺れた後に停止する。この「1・3・5」の並び目をチャンス目という。ラインや順番は不問。
  - 2-A. 碇シンジが「動け、動け〜」の台詞と共に機体を必死に動かそうとする演出が発生。
- シンクロリーチ経由
  - 1-B. シンクロリーチ中、当たり図柄通過後に伊吹マヤの「神経パルスに〜」の台詞が発生。背景が赤く染まり、図柄の変動が止まらない。
  - 2-B. 画面が暗転し、赤木リツコの「やはり目覚めたのね〜」の台詞が発生。画面右下にチャンス目が表示される。
- 共通
  - 3. 青い炎と共に鼓動音が二度発生。鼓動音と連動してアタッカーが一瞬開く。
  - 4. 原作第弐話の初号機暴走シーンが表示され、各々の台詞の後「暴走モード突入」と表示される。
  - 5. 以降は確変状態となり、再びデジタル変動が始まる。

#### 暴走モード中の演出
- 画面演出
  - 背景には前進する初号機が表示され、画面上下に赤色の「EMERGENCYマーク」が表示される。
  - 図柄がエヴァと使徒の描かれた専用の物に変化し、リール配列が縦スクロール1ライン型に変化する。その為、ダブルリーチは掛からない。
- 役モノ動作
  - サブ液晶に赤文字で「暴走モード」、タイマーの "0:00:00" が交互に表示される。
  - 盤面右側の「初号機役モノ」が開口した状態となる。

### 継続演出
暴走モード中に再度暴走モードに当選した場合、暴走モード継続演出が発生する。
1. チャンス目停止、もしくはシンクロリーチからの暴走演出発生
2. 白背景に黒文字で「何を願うの？」と表示される
3. 青い炎と共に鼓動音が二度発生。鼓動音と連動してアタッカーが一瞬開く
4. ミサト・アスカ・レイの三人が次々とこちらに重なってくる演出後、原作第弐拾四話のカヲルとシンジがターミナルドグマで対峙するシーンが流れる
5. 白背景+EMERGENCYマークに黒文字で「暴走モード継続」と表示された後、再びデジタル変動が始まる

#### 暴走モードプレミアム
暴走モードプレミアムは、暴走モード突入と見せかけて、通常の（出玉の得られる）確変大当たりに突入する演出である。発生時は、
- 1-A. で図柄が上下に揺れた状態のまま、完全に停止しない。
- 2-A. で画面右下にチャンス目が表示されたまま演出が進む。
- 3. でアタッカーが開かない。
- 4. で「暴走モード突入」ではなく、赤文字で「大当り」と表示され、必ず3の図柄が揃った状態となる。
- 5. 大当り画面へ移行

という手順をたどる。

### 暴走モード碇ユイVer.
暴走モード碇ユイVer.は、突然確変に当選した際、10回に1回程度の割合で突入するモードである。ユイ暴走モード中に大当たりした場合、大当たり時のBGMが「Fly Me to the Moon」になる。

#### 突入演出
1. デジタル変動中、画面がホワイトアウトし、「零号機役モノ」が作動する。
2. ユイや幼少期のシンジ等が登場するカットが発生。
3. 紫色の炎と共に鼓動音が二度発生。鼓動音と連動してアタッカーが一瞬開く。
4. ユイが初号機に取り込まれるシーンが発生。碇ゲンドウの「ユイッ!!」の台詞の後、紫色で「暴走モード突入」と表示される。
5. 以降は確変状態となり、再びデジタル変動が始まる。

#### モード中の演出
- 画面演出
  - 画面上下に波のような模様が表示され、背景には月のような模様が表示される。
  - 図柄女性キャラクターの描かれた専用の物に変化し、リール配列が縦スクロール1ライン型に変化する。その為、ダブルリーチは掛からない。
  - 前作の「覚醒モード」に似た画面演出となる。
- 役モノ動作
  - サブ液晶に紫文字で「暴走モード」、タイマーの "0:00:00" が交互に表示される。
  - 盤面右側の「零号機役モノ」が作動した状態となる。

### アスカ覚醒モード
アスカ覚醒モードは、時短中に突然確変に当選した場合に突入するモードである。アスカ覚醒モード中に大当たりした場合、大当たり時のBGMが「心よ原始に戻れ」になる。なお、時短中に突然確変に当選した場合は必ずアスカ覚醒モードに突入するので、前述の暴走モード碇ユイVer.に当選した場合でも、アスカ覚醒モードへ突入する事となる。

#### 突入演出
1. 時短中に「チャンス目停止」、「シンクロ暴走演出」、「変動中のホワイトアウト」のいずれかが発生。
2. 原作第二拾四話の放心状態のアスカが登場するシーンと、劇場版25話をモチーフにした、アスカ復活のシーンが発生。
3. 各々の台詞の後、「惣流アスカラングレー覚醒」と表示される。
4. 以降は確変状態となり、再びデジタル変動が始まる。

#### モード中の演出
- 画面演出
  - 画面上下に赤い「EMERGENCY」マークが表示される。背景にも「EMERGENCY」マークが表示される。
  - 暴走モードに似た画面演出である。
- 役モノ動作
  - サブ液晶に赤文字で「アスカ覚醒」、タイマーの "0:00:00" が交互に表示される。
  - 盤面右上の「弐号機役モノ」が作動した状態となる。

## ミッションモード
本作のミッションモードは、前作同様の「5分」バージョンと「3分」バージョン、及び新たに追加された「1分バージョン」がある。

### 突入演出
1. 警報演出発生
2. 四度目のアラーム中、画面上下に黄色の「EMERGENCYマーク」・中央に「EMERGENCY」と表示され、各々の台詞の後「ミッションモード突入」と表示された後、「ミッション内容」が表示される。これらの表示はすぐに消え、変動していたデジタルが停止。
3. その後、サブ液晶にタイマーがセットされ、作動する。

### 解説
アンビリカルケーブル断線（5分）
5分バージョンは、基本的に前作と同様で「5分以内に○の図柄でリーチをかけろ」という内容のミッションが基本となる。ミッションを達成すると「完遂」と表示され、大当たりが確定する。また、ミッション途中に追加ミッションが追加された時点で大当たりが確定する。
マギ、使徒侵入（3分）
3分バージョンは、基本的に「○○予告を出せ」という内容のミッションが基本となり、様々な種類のミッションが存在する。ミッションを達成すると「可決」と表示され、大当たりが確定する。
J.A.を止めろ（1分）
1分バージョンは発生した時点で大当たり確定で、ストーリー系リーチに近い演出となっている。ミッション達成後は「任務完了」と表示される。5分または3分ミッションが「完遂」または「可決」時に1分バージョンの演出へ発展するパターンも存在し、このパターンは疑似連続変動が4回続いた場合に発生する。また、任務完了時の残り時間が "0:11:11" だった場合は確変確定となる。

### ミッションモード中の演出
- 画面演出
  - 背景が固定され、画面上下に黄黒色の模様・画面左上に「ミッション内容」・画面右上に「ミッションモード」と表示される。
  - 5分バージョンの場合、左列に指定図柄が停止すると効果音が鳴る。この効果音はミッション達成時にも鳴る。
  - 5分・3分バージョン共に、予告は基本的に押しボタン予告しか発生しないが、稀にリラックス系ロングVer.・シンジ予告・アスカ予告・次回予告が発生する場合がある。ただし、発生しても大当たり確定ではない。
- 役モノ動作
  - サブ液晶にタイマーが表示されて作動する。 "0:00:00" になると、次の変動からは通常の状態に戻る。

### 補足
これまでと同様、ミッションモードは演出の一種であり、大当たり確率の変更などはない。しかし、これまでと同様、大当たり時の演出としてミッションモードが抽選される場合がある。この場合、突入時の回転でミッションを達成するか、1分バージョンへ突入して大当たりとなる。また、前作同様、突入時に擬似連続回転が発生する場合があり、この場合も大当たり確定となる。本作では3回や4回連続するパターンも存在する。また、途中でミッションが追加されるパターンや、ミッションを達成せずに大当たりするパターンなども、これまで同様に存在する。なお本作では、初回転にリーチ、もしくは疑似連続回転が発生した場合、必ずノーマルリーチかシンクロリーチで大当たりするようになっている。

## 特殊背景変化
デジタル変動直後、一定確率で特殊ステージへ移行する場合がある。この演出はリーチが掛かった際に一定確率で終了する（ただし最低10回転は滞在する）ほか、途中でミッションモードに突入して中断されることもある。大当たり確率等の変更はないが、突入演出が大当たり時の演出として抽選される場合がある為、初回転でリーチが掛かれば大当たり確定となる。
ミサトの部屋
デジタル変動直後、BGMが「MISATO」に変化し、ミサトの「おかえり〜」の台詞と共に背景が「ミサトの部屋」に変わる。本作では「トースト予告」と「扉・カーテン予告」のほか、「ビール予告」が追加された。
学校
デジタル変動直後、BGMが「ASUKA STRIKES!」に変化し、ミサトの「いってらっしゃ〜い」の台詞と共に背景が「教室」に変わる。この状態になると「ミニキャラ予告」と「パソコン予告」が発生するようになる。前々作に搭載されていた「赤ペンペン」が復活した。
エヴァ格納庫
デジタル変動直後、BGMが「残酷な天使のテーゼ」に変化し、背景が「格納庫」に変われば確変大当りが確定する。本作には「初号機バージョン」と「弐号機バージョン」が存在する。ちなみに「弐号機バージョン」の方が「初号機バージョン」に比べてやや出現率が高い。

## 予告演出
本作の予告演出は、基本的に前作を踏襲したものとなっている。ただし、細かな変更点も多い。

### 警報演出
デジタル変動直後に画面が暗転し、赤背景に黒文字で「警報」と表示されアラームが鳴る。その後、
- ミッションモード
- 使徒予告

のいずれかに発展する。
前作では「警報」の文字が滲んでいるか否かで発展先を判別する事が可能であったが、本作ではそれが不可能となっている。本作では以下の方法で発展先を判別することが可能である。
- 「警報」の文字の表示タイミングによる判別
  - 図柄が一瞬変動した後に画面が暗転した場合 ⇒ 使徒予告へ発展
  - 図柄が変動せずに画面が暗転した場合 ⇒ ミッションモードへ発展
- アラーム音による判別
  - 左右のスピーカーから交互にアラーム音が鳴った場合 ⇒ 使徒予告へ発展
  - 左右のスピーカーから同時にアラーム音が鳴った場合 ⇒ ミッションモードへ発展

なお、大当たり中、15ラウンド終了時に警報が発生した場合は確変となるが、これに関しては後述する。

### 変動中の予告

#### ステップアップ予告
前作までは画面奥から平面パネルのウィンドウが出現する演出であったが、本作ではキューブ体のウィンドウが出現する演出となった。キャラクターの描かれたキューブ体が縦回転しながら、次のステップへ発展していく。また、ウィンドウ拡大時には台詞が字幕で表示される。前作同様、ステップアップ予告はシリアス系とリラックス系、及び大当り確定となるセクシー系の三種類存在する。シリアス系は発生しやすいものの信頼度は低く、リラックス系は発生しにくいが信頼度は高い。キャラクターはどのタイプでも共通である。
1. 赤木リツコ
2. 葛城ミサト
3. 綾波レイ
4. 惣流・アスカ・ラングレー
5. 碇シンジ

シリアス系
画面奥から赤木リツコの描かれた銀色枠のキューブ体が出現すればシリアス系となる。シリアス系は発生しやすい為あまり期待度は高くは無く、ステップ1出現後に消滅してしまう「ガセ」がやや多い。前作同様、ステップ2発展でリーチ確定、ステップ3発展でスーパーリーチ確定、ステップ5発展で期待度アップとなる。
シリアス系飛ばし
前作同様、シリアス系にはステップ3以降への「飛ばし」（途中スキップ）が存在する。前作と同様の「ステップ1ガセ」から復活するパターンと、ステップ1または2のウィンドウが拡大後に切り替わるパターンとが存在する。いずれも通常パターンより期待度が高い。また、発生時はキャラクターが通常と異なる台詞を喋る。
シリアス系横回転
ウィンドウ拡大時に横回転するパターンも存在する。右に回転した場合は若い頃（幼少期）のキャラクターのが表示され、左に回転した場合は碇ゲンドウなどのプレミアムキャラクターが表示される。以下は左回転時に登場するキャラクターである。
1. 伊吹マヤ
2. 加持リョウジ
3. 冬月コウゾウ
4. 渚カヲル（確変確定）
5. 碇ゲンドウ

リラックス系
画面奥から光る金色枠のキューブ体が出現し、BARにいるリツコが出現すればリラックス系となる。リラックス系は発生しにくいが、発生した時点でスーパーリーチが確定し、期待度も高い。
リラックス系ロングバージョン
前作同様、リラックス系ステップ3以降には、通常よりも台詞が長い「ロングバージョン」が存在する。発生すると、リーチ後にいきなりスーパーリーチ発展演出が発生する。そのためリーチ後予告とは複合しなくなるが、期待度はかなり高い。また、前作同様ステップ5のロングバージョンは大当たり確定となる。
セクシー系
画面奥から光る金色枠のキューブ体が出現し、裸のリツコが出現すればセクシー系となる。こちらは発生した時点で大当たり確定であり、どの段階で止まっても関係がない。前作にてカーテン予告との混同を指摘された為か、本作のセクシー系は全て新しい絵に差し替えられている。ちなみに、この予告はステップ3とステップ4で止まる事はない。

#### 特殊背景変化中の予告
ミニキャラ予告
ミニキャラ予告は、学校ステージにて発生する専用のステップアップ予告で、前回大当たりから401回転以上で発生する。画面下部にミニキャラが次々と出現するタイプの演出となっており、前々作に搭載されていた「赤ペンペン」も本作にて復活した。本作には前作を再現した「クラスメイトバージョン」と、前々作を再現した「EVAパイロットバージョン」の二種類が存在し、通常のペンペンの場合は「EVAパイロットバージョン」、赤ペンペンの場合は「クラスメイトバージョン」となる。「EVAパイロットバージョン」の場合、キャラクターが全員集合したり渚カヲルが登場するプレミアムが存在し、「クラスメイトバージョン」の場合は、ステップ1で止まると大当たり確定となる。
パソコン予告
シンジのパソコンにキャラクターや文字が表示される予告。表示されたキャラクターによって期待度が変化し、「ちょい熱!!」の文字が表示されると期待度アップとなる。前回大当たりから400回転以内でのみ発生。
ビール予告
ビール予告はミサトの部屋で発生する予告で、前回大当たりから400回転以内でのみ発生する。
1. デジタル変動直後、ミサト冷蔵庫に向かい、冷蔵庫を開ける。中にビールかペンペンが入っていれば2.へ発展し、湯上りペンペンが入っていれば風呂予告へ発展する。
2. ミサトがビールを飲み、飲んだビール缶の色によって信頼度が変わる。

ビール缶にはそれぞれ青＝リーチ、黄＝スーパー or チャンス、赤＝激アツ or 大当り!! の文字が書かれており、青はリーチ確定、黄と赤はスーパーリーチ確定となる。
トースト・扉予告
基本的には前作と同じだが、前回大当たりから401回転以上で発生する予告となった。また、シンジがトーストを食べるシーンに登場するペンペンがチャンスアップキャラクターに変更された。湯上り姿のペンペンがいれば風呂予告へ発展する。
風呂予告
風呂予告はミサトの部屋の上記2予告から発展する激アツ予告である。この予告は回転数に関係なく発生する可能性がある。

#### チャンスボタン予告
デジタル変動直後、画面下部にキャラの顔とメッセージウィンドウが表示されてボタンが点灯し、ボタンを押すと台詞が表示される。台詞によって期待度が若干異なるものの、キャラが喋ればとりあえずはリーチが確定する。当然、大当たり確定台詞も存在する。また、無言だった場合でも、再度ボタンが点灯する二度押しのパターンも存在するが、如何せん期待度は低い。また、激アツの台詞が加持・カヲルの無言のみとなったため、弱予告という扱いになってしまった。使徒、再び以降では改善されている。

#### モニター予告
変動中にモニターが表示され、キャラクターが会話する。左側のウィンドウには碇シンジ、もしくは伊吹マヤが表示され、シンジの場合はアスカorレイとの会話となり、マヤの場合はリツコor冬月との会話となる。この予告はあまり期待度は高くはないが、シンジとアスカorレイの会話が4回続いた場合は期待度アップとなり、マヤと冬月との会話になった場合は大当たり確定となる。

#### 疑似連続予告
本作には、前作にも存在した「シンジ予告」のほか、新たに「アスカ予告」が追加された。
シンジ予告
デジタル変動直後、画面奥から碇シンジの描かれた銀色枠のキューブ体ウィンドウが連続で出現する擬似連続予告。連続回数が多いほど期待度が高く、4回連続で発生した場合は確変大当たり確定となる。ただし、1回しか発生しなかった場合でも期待度は高い。なお、この予告は「初号機リーチ」に対応しており、それ以外のリーチへ発展した場合は確変大当たり確定となる。また、確変中にこの予告が発生した場合、当たれば確変確定となる。
アスカ予告
デジタル変動直後、画面奥からアスカの描かれた銀色枠のキューブ体ウィンドウが連続で出現する擬似連続予告。連続回数が多いほど期待度が高く、4回連続で発生した場合は確変大当たり確定となる。この予告は対応先が「弐号機リーチ」であるため、シンジ予告と比較すると発生率が若干高く、期待度は若干低くなっているが、弐号機リーチ以外のリーチへ発展した場合は確変大当たり確定となる。また、シンジ予告と同様、確変中にこの予告が発生した場合、当たれば確変確定となる。

#### タイトル予告
デジタル変動中、黒背景に白文字で「タイトル」が表示され、各タイトルに対応したリーチへの発展が予告される。関連性の無いリーチに発展した場合は「法則崩れ」により大当たりが確定する。また、本作では「シリアス系ステップ1ガセ」と複合して発生する場合もあるが、大当たり期待度は変わらない。
- 使徒、襲来 ⇒ シンクロリーチ、エヴァンゲリオン系リーチ
- レイ、心のむこうに ⇒ 零号機リーチ
- アスカ、来日 ⇒ 弐号機リーチ
- 男の戦い ⇒ 初号機リーチ
- 決戦、第3新東京市 ⇒ 新ヤシマ作戦リーチ
- 瞬間、心、重ねて ⇒ ユニゾンリーチ
- 三つの力 ⇒ 三機攻撃リーチ

これ以外のタイトルが出現した場合は、大当たり確定のプレミアムとなる。

#### 使徒予告
警報演出後、伊吹マヤの「パターン青、使徒です」の台詞の後に使徒が表示され、対応したリーチへの発展が予告される。大当たり期待度の高い激アツ予告の一つである。なお、関連性の無いリーチに発展した場合は「法則崩れ」により大当たりが確定する。
- 第3使徒サキエル ⇒ 零号機リーチ、弐号機リーチ
- 第4使徒シャムシエル ⇒ 三機攻撃リーチ
- 第5使徒ラミエル ⇒ 新ヤシマ作戦リーチ
- 第7使徒イスラフェル ⇒ ユニゾンリーチ
- 第14使徒ゼルエル ⇒ エヴァンゲリオン系リーチ

これ以外の使徒が表示された場合は、大当たり確定のプレミアムとなる。

#### 次回予告
デジタル変動直後、黒背景に白文字で「予告」と表示され、様々なシーンのカットが表示された後、白背景に黒文字でタイトルが表示され、表示されたタイトルに対応したリーチへ発展する。パチスロ版に搭載されていた演出を本機へ移植したもので、原作アニメの次回予告風の予告である。大当たり期待度の高い激アツ予告の一つである。なお、この予告が発生すると、ノーマルリーチやスーパーリーチ発展演出を介さずにそのまま直接対応するスーパーリーチへ発展する。
- 次回 レイ、心のむこうに ⇒ 零号機リーチ
- 次回 アスカ、来日 ⇒ 弐号機リーチ
- 次回 男の戦い ⇒ 初号機リーチ
- 次回 決戦、第3新東京市 ⇒ 新ヤシマ作戦リーチ
- 次回 瞬間、心、重ねて ⇒ ユニゾンリーチ
- 次回 三つの力 ⇒ 三機攻撃リーチ
- 次回 最後のシ者 ⇒ 確変大当たり確定
- 次回 大当り ⇒ 確変大当たり確定

ちなみに、レイが表示されるシーンで、レイの代わりにカヲルが表示された場合は「次回 最後のシ者」が確定する。また、「次回 大当り」の場合は、一切のリーチ演出を介さずに、そのまま確変図柄が揃って大当たりとなる。また、確変中にこの予告が発生した場合、当たれば確変確定となる。なお、この予告には「法則崩れ」は存在しない。

#### 役物ランプ予告
デジタル変動開始から3秒後に役物のランプが点滅し、スーパーリーチが確定する。大当たり期待度の高い予告ではあるが、過度の期待は禁物。前作までの台枠フラッシュ予告を踏襲したものであるが、ランプの輝度が低くサイズが小さい上に、元々変動開始時に初号機の役物ランプが明滅するので、発生していても気づかれないことが多い。ノーマルリーチで終わるか、シンクロリーチに発展すれば大当たり確定となる。尚、液晶を使用しない演出なのでほとんどの演出と同時に発生する可能性があるが、なぜか次回予告とは同時に発生しない。もちろん、同じく役物を使用した咆哮予告とも同時には発生しない。

### リーチ後予告

#### 図柄アニメーション
リーチ直後、図柄のキャラが動く。通常時は発生してもしなくても大差ないが、確変中の場合は高確率でスーパーリーチへ発展する。また、アニメーション時に声を発すれば大当たり確定となる。

#### 背景予告
リーチ直後、背景に綾波レイが表示されると、期待度大幅アップとなる。いわゆる激アツ予告の1つである。この予告からシンクロリーチに発展した場合は大当たり確定となる。絵は前作と同じものであり、前作同様、レイが喋った場合は大当り確定となる。また、綾波レイ以外の人物や物が表示された場合も大当たり確定となる。本作では確変中にこの予告が発生した場合、通常のレイ背景でも確変大当たり確定となる。

#### 群予告
リーチ直後、画面下部から「ミニキャラ群」が通過すると、期待度大幅アップとなる。いわゆる激アツ予告の1つである。登場したキャラによって発展先が決まっており、関連性の無いリーチに発展した場合は「法則崩れ」により大当たりが確定する。尚、この予告は前回大当たりからの回転数が401回以上でないと出現しない。ただし、前営業日に400回転前後で終了していた場合、台に記憶された回転数はリセットされない為、朝イチから出現する場合もある。
- シンジ群 ⇒ 初号機リーチ or ストーリー系リーチ
- アスカ群 ⇒ 弐号機リーチ or ストーリー系リーチ
- レイ群 ⇒ 零号機リーチ or ストーリー系リーチ
- カヲル群 ⇒ 大当たり確定

### その他

#### 役モノ咆哮
デジタル変動中に盤面右のエヴァ役モノが作動した場合、チャンス目が停止して対応する突然確変モードへ突入する。ただし確変中のみ、稀にチャンス目停止せずにリーチが掛かる場合があり、その場合は確変大当たり確定となる。

#### 左右同時停止
左右の図柄が同時に停止した場合はスーパーリーチ確定となる。リラックス系ロングバージョンが発生した場合は必ずこの演出が発生する。また、確変中にこの演出が発生した場合、当たれば確変確定となる。

#### 上段4図柄・下段2図柄でのリーチ成立
リーチ成立時、上段ラインで4図柄のシングルリーチか、下段ラインで2図柄のシングルリーチになっていれば大当たり確定となる、シリーズおなじみの隠し予告。

## リーチ演出

### ノーマルリーチ
ごく稀にノーマルリーチのまま図柄が揃って大当たりする場合があり、その場合は確変確定となる。発生率はかなり低く、スーパーリーチ確定の予告が発生してもスーパーリーチに発展しない「法則崩れ」や、「ミッションモードの初回転リーチ」によるパターンが大半を占める。
スーパーリーチ発展演出ノーマルリーチ中、背景にミサトが現れ、「エヴァンゲリオン、発進!」の台詞の後、3機のエヴァが発進する演出が通常パターンであり、この場合は「エヴァンゲリオン系」か「ストーリー系」のスーパーリーチ、もしくは「全回転リーチ」へ発展する。基本的に「シングルリーチ」よりも「ダブルリーチ」の方が期待度が高いが、高信頼度を誇る「ストーリー系」へはシングルからのみ発展する。
- 変則パターン
  - 発射台に1機しか配置されていない場合、その機体のリーチへの発展が確定する（単体発進）。
  - 3機のエヴァが発進後、パイロット3人の顔が表示された場合は大当たり確定となる。
  - 背景にミサトではなくゲンドウと冬月が現れ「勝ったな。」「ああ。」、または「ぬるいな。」「ああ。」、または「すごいな。」「ああ。」の台詞の後、3機のエヴァが発進する演出が発生した場合は大当たり確定となる。

上記の演出が発生せず、ノーマルリーチ中に画面がホワイトアウトした場合は「シンクロリーチ」へ発展する。

### スーパーリーチ
スーパーリーチは「シンクロリーチ」、「エヴァンゲリオン系」、「ストーリー系」、「全回転」の四つに分けられる。

#### シンクロリーチ
スーパーリーチの中では最も期待度が低い。しかし、特定の予告から発展すれば大当たりが確定する。本作では背景にパイロットとエヴァが表示され、両者がシンクロする様が描かれる。また、期待度を表すパラメータがサブ液晶に表示される。
パラメータ小（青）・中（黄）・大（赤）の三段階。前作では大の場合は大当たり、もしくは暴走が確定したが、本作では確定演出では無い。
背景キャラクター碇シンジが通常パターンである。綾波レイか惣流・アスカ・ラングレーの場合は基本的にゲージ中以上が確定するが、ゲージ小だった場合は確変大当たりが確定する。渚カヲルの場合も確変大当たりが確定する。
シンクロ暴走の条件シンクロリーチから暴走モードに突入する条件は、背景キャラクターが碇シンジで、メーターが小だった場合となる。この条件を満たしていなければ突入する事は無い。

#### エヴァンゲリオン系リーチ
エヴァンゲリオン系リーチは予告演出によって期待度が左右されやすく、シングルよりもダブルの方が期待度が高くなっている。大当たり時には「完全撃破」と表示される。

##### 零号機リーチ
本作には、前作までと同様の第3使徒バージョンと、新たに追加された第14使徒バージョンとが存在する。どちらも、ハズレ後青い炎が発生すると、初号機が救援に現れる復活演出が発生する。この場合は確変大当たりが確定する。また、零号機が初期カラーの山吹色だった場合は確変大当たり確定となる。
VSサキエル（パレットライフル）
第3使徒バージョンの場合は、今までと同様のパレットライフルで図柄を撃ち落していくタイプのものとなる。最大で3回ライフルを発射するが、2発目でハズレてしまったり、1発目で当たる事もある。
VSゼルエル（打撃・N2爆弾）
零号機リーチ発展後、黒背景に白文字で「打撃」と表示されれば第14使徒バージョンとなる。表示の通り、零号機が打撃で図柄を破壊していく。最終段階まで発展するとN2爆弾による攻撃を行い、ゼルエルのATフィールドを突き破れば大当たりとなる。打撃のみで当たるパターンも存在する。

##### 弐号機リーチ
本作の弐号機リーチは、零号機リーチと同様の第3使徒バージョンと、第14使徒バージョンとが存在する。どちらも、ハズレ後青い炎が発生すると、零号機が救援に現れる復活演出が発生する。この場合は確変大当たりが確定する。また、パイロットが渚カヲルだった場合は確変大当たり確定となる。
VSサキエル（ロケットランチャー）
第3使徒バージョンの場合は、ロケットランチャーで図柄を撃ち落していくタイプのものとなる。最大で3回を発射するが、2発目でハズレてしまったり、1発目で当たる事もある。
VSゼルエル（デュアルソー）
弐号機リーチ発展後、黒背景に白文字で「デュアルソー」と表示されれば第14使徒バージョンとなる。表示の通り、弐号機が二枚刃チェーンソーで図柄を破壊していく。

##### 初号機リーチ
初号機リーチは、前作と同様の第14使徒バージョン及び第13使徒バージョンとが存在する。「エヴァンゲリオン系」の中では最も期待度が高く、他の二つと違って第3使徒バージョンは存在しない。ハズレ後青い炎が発生すると、カヲルが乗った弐号機が救援に現れる復活演出が発生する。この場合は確変大当たりが確定する。
VSゼルエル（マゴロクエクスターミネートソード）
初号機リーチ発展後、黒背景に白文字で「マゴロクエクスターミネートソード」と表示されれば第14使徒バージョンとなる。初号機がマゴロクソードで図柄を切り裂いていく。
VSバルディエル（マゴロクエクスターミネートソード）
敵が第13使徒（エヴァンゲリオン3号機）だった場合は確変大当たりが確定する。演出自体は第14使徒バージョンと全く同じである。

##### VSゼルエルの二枚破り
VSゼルエル系のリーチは、一枚ずつ図柄を破壊していく演出になっている。そのため2-3や4-5のような通常図柄が手前のダブルリーチからVSゼルエル系のリーチへ発展した場合、-1コマ目の図柄を破壊した時点で通常図柄が揃って大当たりとなるのだが、揃った通常図柄を破壊し、確変図柄が揃う演出が発生する場合がある。例として、2-3のリーチ場合、1の図柄を破壊した時点で2が揃って大当たりとなるのだが、揃った2を破壊して3が揃う演出が発生する場合がある。例外として、9-1のリーチの場合、確変図柄である9を破壊する二枚破りもあり得る。ただし、この二枚破り演出はあまり発生頻度が高くなく、一旦通常図柄揃い後に初号機チャンス経由で確変に昇格するパターンの方が多い。

#### ストーリー系
いずれも期待度の高い激アツリーチとなっており、シングルリーチからのみ発展する。確変・暴走・覚醒中に発生した場合は確変大当たり確定となり、通常図柄のシングルから発展しても、初号機チャンスかラウンド中昇格を経由して必ず確変に昇格する。時短中に発生した場合も大当たり確定であるが、こちらは確変確定ではない。大当たり時には、ミサトの「よっしゃ〜」の台詞と共に「勝利」と表示される。
ユニゾンリーチ
原作第九話をモチーフにした、初号機&弐号機vs第7使徒のリーチ。前々作に搭載されていたユニゾンリーチを新たにCGで描き直したものである。本作には、ハズレ後の復活パターンも用意されている。
新ヤシマ作戦リーチ
ヤシマ作戦リーチは前々作に搭載されていたが、本作では原作と異なり弐号機が攻撃するオリジナルパターンとなる。これまでと同様、ポジトロン・スナイパー・ライフルで使徒を打ち抜けば大当たりとなる。弾かれた場合でも、零号機が盾になる演出が発生すれば、待機していた初号機がポジトロン・スナイパー・ライフルを発射する復活演出が発生する。
ちなみに、初号機が攻撃するパターンも存在する。初号機バージョンは、発生した時点で確変大当たり確定のプレミアムである。確定ではあるものの、こちらは必ず零号機が盾になる復活パターンとなる。こちらの場合、待機していた弐号機がポジトロン・スナイパー・ライフルを発射する。
三機攻撃リーチ
三機攻撃リーチは、初号機・零号機・弐号機が連携して第4使徒を攻撃するリーチで、原作には無いオリジナルのストーリー系リーチである。ハズレ後の復活演出も存在する。

#### 全回転リーチ
全回転リーチは、発生した時点で確変大当たりが確定するプレミアムである。発生時には黒背景に白文字で「2000年南極大陸」と表示され、セカンドインパクト発生の演出が流れる。その後、歓喜の歌と共に図柄が変動し、第3〜第16までの使徒が次々と表示されていく。最後に第17使徒が表示され、「歌はいいねぇ」の台詞の後、画面が暗転して図柄が停止。大当たり画面に移行する。本作には、これまで同様スーパーリーチ発展演出後に発生するパターンのほか、エヴァンゲリオン系リーチ中に画面がホワイトアウトして発展する場合も存在する。

### 再抽選演出
再抽選演出は、大当たり直後に発生する「初号機チャンス」と、大当たりラウンド中に発生する「ラウンド中昇格」、15R終了時に警報演出が発生する「警報昇格」とがある。いずれも必ず発生する訳ではない。また、「初号機チャンス」・「ラウンド中昇格」はそれぞれが発生しても、必ず確変に昇格する訳ではないので注意。「警報昇格」は、発生すれば昇格が確定する。

#### 初号機チャンス
通常図柄揃い後、青い炎と共に鼓動音が発生すると再抽選演出である「初号機チャンス」が発生する。本作の初号機チャンスは、前々作と同様の全回転方式へ戻された。青い炎が発生せずに画面がホワイトアウトした場合は変動画面に戻ってしまうが、前作同様、図柄が上下に揺れていれば青い炎が発生する「フェイク演出」となる。図柄が揺れていない場合は、そのまま通常図柄揃いによる大当たりが確定する。また初号機チャンス中にチャンスボタンを5回押すと背景にシンジが表示されることがあり、これが発生した場合と初号機が羽根を広げた場合、初号機役物が咆哮した場合、流れてくる絵柄が確変絵柄のみの場合は確変昇格が確定する。

#### ラウンド中昇格
ラウンド中昇格は、前作のストーリー系リーチであった「静止した闇の中で」と「奇跡の価値は」となる。8ラウンド突入時、「予告」と表示されれば突入する。
静止した闇の中で
三機が連携し、ライフルで敵を撃ち抜けば昇格となる。シンジのカットインが発生すれば昇格確定となる。失敗した場合でも、15ラウンド終了後に復活演出が発生する場合がある。
奇跡の価値は
発生した時点で昇格が確定する。

#### 警報昇格
15R終了後に警報演出が発生すれば「警報昇格」となり、確変昇格が確定する。ラウンド中昇格が発生した場合は、警報昇格は発生しない。

## プレミアム及び確定演出まとめ

### ステップアップ予告
- シリアス系横回転（確変中なら確変確定）
- セクシー系（確変中なら確変確定）
- リラックス系ステップ5ロング（左右同時停止と複合するため、確変中なら確変確定）

### チャンスボタン予告
- シンジ
  - 「EXCELLENT!!」
  - 「笑えばいいと思うよ」
  - 「本当に奇跡は起きたんですね」
- アスカ
  - 「当たらないなんて大っ嫌い!」
  - 「パチンコさいこ〜!」
  - 「いや〜ん」
- レイ
  - 「多分、パチンコは3作目だと思うから」
  - 「私、にんにくラーメンチャーシュー抜き」
  - 「今日は来てくれて嬉しいわ」
- ミサト
  - 「サービスよん」
  - 「ブイ!」
  - 「パーペキね」
- リツコ
  - 「大変良く出来ました」
  - 「ぶざまね」
  - 「この調子で頑張ってね」
- マヤ
  - 「パチンコって楽しいわよね？」
  - 「さっすが先輩!」
  - 「すごいです、感動しました」
- 冬月
  - 「おめでとう」
  - 「すごいな」
  - 「パチンコもなかなかだな」
- ゲンドウ
  - 「約束の時だ、さぁ行こう」
  - 「もうすぐだよ、ユイ」
  - 「よくやったな、シンジ」
- 加持
  - 「シンジくん」（2段階あり）
- カヲルは何かセリフを発すれば確変大当たり確定。

### ミサトの部屋
- 初回転でリーチ
- 初回転で疑似連続回転が発生
- 確変中に発生
- 時短中に発生
- 扉予告
  - 登場したキャラクターがブイサイン
  - 碇ゲンドウが登場
  - 伊吹マヤが登場
  - 渚カヲルが登場（確変確定）
- 風呂予告
  - 渚カヲルが登場（確変確定）
- ビール予告
  - 赤色の缶に大当り

### 学校
- 初回転でリーチ
- 初回転で疑似連続回転が発生
- 確変中に発生
- 時短中に発生
- パソコン予告
  - 渚カヲルが登場（確変確定）
- ミニキャラ予告
  - 渚カヲルが登場（確変確定）
  - 全員集合
  - 赤ペンペンステップ1で停止

### 疑似連続予告
- 4回連続で発生（確変確定）
- シンジ予告なら初号機リーチ以外のリーチ、アスカ予告なら弐号機リーチ以外のリーチへ発展（確変確定）
- 確変中は当たれば確変確定

### タイトル予告
- 見知らぬ、天井
- 鳴らない、電話
- 雨、逃げ出した後
- 人の造りしもの
- マグマダイバー
- 静止した闇の中で
- 奇跡の価値は
- 使徒、侵入
- ゼーレ、魂の座
- 嘘と沈黙
- 死に至る病、そして
- 命の選択を
- 心のかたち、人のかたち
- ネルフ、誕生
- せめて、人間らしく
- 涙
- 最後のシ者（確変確定）
- 終わる世界
- 世界の中心でアイを叫んだけもの
- Air
- まごころを君に
- 確変確定(確変確定)
- 激熱
- おめでとう(確変確定)
- 通常パターンでも、関連性の無いリーチへ発展した場合は大当たり確定。また、本作には「四人目の適格者」が存在しない[1]。

### 使徒予告
- 第6使徒ガギエル
- 第8使徒サンダルフォン
- 第9使徒マトリエル
- 第10使徒サハクィエル
- 第11使徒イロウル
- 第12使徒レリエル
- 第13使徒バルディエル
- 第15使徒アラエル
- 第16使徒アルミサエル
- 第17使徒渚カヲル（確変確定）
- ジェット・アローン
- エヴァンゲリオン量産型
- 通常パターンでも、関連性の無いリーチへ発展した場合は大当たり確定。また、「ジェット・アローン」の場合は伊吹マヤの台詞が「パターンイエロー、J.A.です」となる。

### 次回予告
- 次回 最後のシ者（確変確定）
- 次回 大当り（確変確定）
- 確変中は・・・当たれば確変確定

### モニター予告
- 「大当り確定だ!」「やったわね!」
- 「先輩!マギから新たな情報です!」「マヤ、解析して」「大当たり信号をキャッチしました!」「母さん…」
- 「先輩!マギから新たな情報です!」「使徒の侵入を許したのか？」「副司令…」「来るぞ!総員第一種戦闘配置」
- 通常時及び時短中に「この変動でリーチがかかれば大当りだ!」「ホントなの？」
  - このパターンは通常時及び時短中に発生すると大当たり確定となるが、確変中に発生した場合は高確率でガセ演出となる特殊なプレミアムである。

### 図柄アニメーション
- キャラクターが喋った場合（確変中なら確変確定）

### 背景予告
- 確変中に発生（確変確定）
- レイが「さよなら」と喋る
- 前々作のレイ背景
- ユイ
- カヲル（確変確定）
- アスカ
- シンジ
- マヤ
- ネルフマーク
- ゼーレマーク
- 人類補完計画中間報告書
- 「嫌い!嫌い!大っ嫌い!」（アスカの声が入る）

### 群予告
- カヲル群（確変確定）
- 関連性の無いリーチへ発展した場合

### スーパーリーチ発展演出
- パイロット3人の顔が表示された場合
- ゲンドウと冬月「勝ったな。」「ああ。」、または「ぬるいな。」「ああ。」、または「すごいな。」「ああ」

### シンクロリーチ
- 背景キャラクターが渚カヲル（確変確定）
- 背景キャラクターがレイかアスカの時にメーター小（確変確定）
- 以下の予告から発展した場合
  - シリアス系ステップ5
  - リラックス系ステップアップ予告
  - 背景予告
  - 「使徒、襲来」以外のタイトル予告
  - 使徒予告
  - 群予告
  - 風呂予告

### エヴァンゲリオン系リーチ
- 初号機リーチのVSバルディエル（確変確定）
- 弐号機リーチのパイロットがカヲル（確変確定）
- 零号機リーチの初期カラー山吹色（確変確定）
- ハズレ後の復活演出(確変確定)

### 新ヤシマ作戦リーチ
- ライフル発射後にアスカがカットイン（確変確定）
- 初号機Ver.（確変確定）
- ハズレ後の復活演出（確変確定）
- 確変中に発生（確変確定）
- 時短中に発生

### ユニゾンリーチ
- ミサトの作戦説明中、アスカ⇒シンジの順に表示する（確変確定）
- 最後のキック時に第7使徒が分離していた場合（確変確定）
- ハズレ後の復活演出（確変確定）
- 確変中に発生（確変確定）
- 時短中に発生

### 三機攻撃リーチ
- ハズレ後の復活演出（確変確定）
- 確変中に発生（確変確定）
- 時短中に発生

### 全回転リーチ
- 発生した時点で確変大当たり確定

### ミッションモード
- 1分Ver.
  - 任務完了時の残り時間が "0:11:11" なら確変確定
- 初回転でリーチ
- 初回転で擬似連続回転発生
- Mission追加(ミッション追加)
- 変動ロング発生（変動中の音が止まっても回り続ける）
- 時短中に発生
- 「大当たり!!」
- 「サービスしちゃうわよん」
- 「変動開始時にドル箱を用意せよ!!」
- 「5分以内に右（左）図柄に□を止めろ!!」
- 「この回転でリーチをかけろ!!」

### 特殊背景変化
- 初回転でリーチ
- 初回転疑似連が発生
- 確変中に発生
- 時短中に発生
- エヴァ格納庫　初号機＆弐号機（確変確定）
- 普通背景変化から10回転以内に再び普通背景変化が起こった場合（特殊ステージへの移行は含まず）

### 初号機チャンス
- 背景の初号機に羽が生えていた場合
- 初号機役モノが作動した場合
- 途中で通常図柄が消えた場合
- フェイク演出（一瞬通常画面に戻った後に初号機チャンスに突入する演出）が発生した場合
- 図柄変動中にボタンを10回以上押して背景に碇シンジが表示された場合（必ず発生する訳ではない。また、ボタンを押さなければ見ることはできない）

### その他
- 2図柄の下段シングルリーチ
- 4図柄の上段シングルリーチ
- 暴走モードプレミアム（確変確定）
- 役物咆哮（リーチがかかれば確変大当たり、かからなければ突確）
- 確変中に右戻り、左右同時停止が発生した場合、当たれば確変確定
  - このため、確変中のリラックス系ロングVer.は当たれば確変確定となる
- ステップアップ予告、擬似連続予告、タイトル予告、使徒予告、モニター予告、次回予告のいずれも無い状態からのリーチ
  - 背景変化、チャンスボタン予告、役物ランプ予告の有無は関係ない。
  - 適用されるのは確変中、時短中、通常時のみ。特殊ステージ中は適用されない。

## スペック
「SF」に関しては『CR新世紀エヴァンゲリオン・セカンドインパクト』と全く同じスペックであるが、それ以外の機種は微妙にスペックが変更されている。また、全機種に突然確変である「暴走モード」、「ユイ暴走モード」、「アスカ覚醒モード」が搭載されている。

### CR新世紀エヴァンゲリオン 〜奇跡の価値は〜 SF
- 大当たり確率
  - 低確率：1/397.2
  - 高確率：1/39.7
- 確変割合：67%（突然確変を含めなければ58.8%）
- 大当たりラウンド：15R・9C or 2R・0C
- 賞球数：3&4&10&15
- 全大当たり終了後100回転の時短

### CR新世紀エヴァンゲリオン 〜奇跡の価値は〜 VF
- 大当たり確率
  - 低確率：1/399.6
  - 高確率：1/40
- 確変割合：74%（突然確変を含めなければ67.9%）
- 大当たりラウンド：15R・9C or 2R・0C
- 賞球数：3&4&10&13
- 全大当たり終了後100回転の時短

### CR新世紀エヴァンゲリオン 〜奇跡の価値は〜 XF
- 大当たり確率
  - 低確率：1/344.9
  - 高確率：1/34.5
- 確変割合：64%（突然確変を含めなければ56.1%）
- 大当たりラウンド：15R・9C or 2R・0C
- 賞球数：3&4&10&14
- 全大当たり終了後100回転の時短

### CR新世紀エヴァンゲリオン 〜奇跡の価値は〜 MF
- 大当たり確率
  - 低確率：1/256.0
  - 高確率：1/25.6
- 確変割合：60%（突然確変を含めなければ50.6%）
- 大当たりラウンド：15R・9C or 2R・0C
- 賞球数：3&4&10&13
- 全大当たり終了後50回転の時短

## コンシューマ移植
- ディースリー・パブリッシャー発売の『必勝パチンコ★パチスロ攻略シリーズ Vol.10 CR新世紀エヴァンゲリオン 〜奇跡の価値は〜』に収録。